# Sistema Anticolisão de Bordo
O Sistema Anticolisão de Bordo ou Sistema Embarcado de Prevenção de Colisões (do inglês ACAS: Airborne Collision Avoidance System) de uma aeronave é um conjunto de equipamentos eletrônicos de bordo que opera independentemente dos equipamentos de terra e do controle de tráfego aéreo. O ACAS serve para alertar os pilotos a respeito da presença de outra aeronave e o risco de colisão aérea inerente a este fato. Caso haja risco de colisão iminente, o sistema indica uma manobra que reduzirá o risco de colisão. Os padrões e práticas recomendadas para um ACAS são estabelecidos principalmente no volume IV do anexo 10 da Convenção de Chicago, mantido pela OACI.
A terminologia "ACAS" é utilizada para referir-se a sistemas de curto alcance, destinados a prevenir colisões "metal com metal". Sistemas similares, porém distintos, recebem outras denominações. É o caso do TCAS e do ASAS.

## Sistemas similares

### ASAS
Um ASAS (do  inglês Airborne Separation Assurance System, que significa "Sistema de Bordo de Garantia de Separação") é um conjunto de equipamentos eletrônicos de bordo que constitui um sistema anticolisão de alcance mais longo que o ACAS. É utilizado para garantir que as aeronaves preservem uma separação (lateral e vertical) padrão, durante a fase en route, ou seja, durante todo o tempo em que a aeronave estiver em voo cruzeiro (voo reto e nivelado ao longo de uma rota aérea).
Os valores típicos de separação padrão en route são 5NM (cinco milhas náuticas, ou 9,25Km) de separação lateral e 1000FT (mil pés, ou 305m) de separação vertical.